# Kỷ Copernicus
Kỷ Copernicus là một giai đoạn của niên đại địa chất Mặt Trăng diễn ra từ khoảng 1.100 triệu năm trước cho tới ngày nay. Sự khởi đầu của kỷ Copernicus được xác định bằng các miệng núi lửa do va chạm với các hệ thống tỏa tia chưa đủ cổ và có màu sáng về mặt quang học. Miệng núi lửa Copernicus là một ví dụ điển hình của miệng núi lửa tỏa tia, nhưng nó không đánh dấu sự bắt đầu của kỷ Copernicus. Không có biển bazan nào được biết là có phun trào trong thời kỳ của kỷ Copernicus, và vì lý do này mà hoạt động địa chất bên trong của Mặt Trăng được cho là đã suy giảm thực sự vào thời gian này. 

## Định nghĩa
Sự khởi đầu của kỷ Copernicus được xác định dựa trên sự thừa nhận rằng các vật liệu mới khai quật trên bề mặt Mặt Trăng nói chung là "sáng màu" và chúng sẽ trở nên sẫm màu hơn theo thời gian do kết quả của các quá trình phong hóa vũ trụ. Ban đầu, thời kỳ này được xác định như là thời gian mà tại đó các miệng núi lửa do va chạm "đánh mất" các hệ thống tỏa tia sáng màu của chúng. Tuy nhiên, định nghĩa này gần đây đã là chủ đề của các phê phán do một số tia từ các miệng núi lửa có màu sáng là do các nguyên nhân từ thành phần và không có gì liên quan tới sự phong hóa vũ trụ mà chúng phải trải qua. Cụ thể, nếu các phun trào từ miệng núi lửa được tạo ra trên các cao nguyên (bao gồm các vật chất chứa anorthosit sáng màu) được tích tụ lại trên các biển với suất phản chiếu (albedo) thấp thì chúng sẽ duy trì được màu sáng thậm chí kể cả sau khi đã chịu phong hóa vũ trụ trong khoảng thời gian rất dài. 

## Quan hệ với niên đại địa chấtTrái Đất
Các thời kỳ địa chất tương ứng trên Trái Đất là đại Tân Nguyên Sinh (Neoproterozoic) của liên đại Nguyên Sinh và toàn bộ liên đại Hiển Sinh. Vì thế trong khi sự sống động vật ở thời kỳ rực rỡ nhất trên Trái Đất, thì hoạt động địa chất của Mặt Trăng lại đang đi tới đoạn kết.